# اوگوست اسکوفیه
ژرژ اوگوست اسکوفیه (۲۸ اکتبر ۱۸۴۶- ۱۲ فوریه ۱۹۳۵) یک سرآشپز، رستوران‌دار و نویسنده سرشناس آشپزی بود که نقش مهمی در به‌روزرسانی و ترویج شیوه‌های سنتی آشپزی فرانسوی داشت. بسیاری از شیوه‌های اسکوفیه بر الگوهای ماری آنتوان کارم استوار بود. 